# Bad Romance
«Bad Romance» (с англ. — «Порочный роман») — песня, написанная американской певицей Леди Гагой и спродюсированная RedOne. Песня была издана как лид-сингл к альбому «The Fame Monster». Композиция была написана под вдохновением, которое певица испытывала последние несколько лет, гастролируя по миру. Демоверсия композиции «утекла» в интернет до её официальной премьеры на «Парижской неделе моды» 6 октября 2009 года.
Критики дали позитивную оценку композиции, сравнивая её с песней «Poker Face». Композиция возглавила чарты Великобритании, Ирландии, Канады, России, Швеции, Германии, Австрии и Дании. Добралась до второй строчки в чартах США, Австралии и Новой Зеландии. Сингл также был отмечен премией «Грэмми» в номинации «Лучшее женское вокальное поп-исполнение».
Видеоклип на песню был снят в белой ванной комнате, из которой Гагу похищает группа моделей, которые спаивают её и после продают мафии для сексуального рабства. Видео было восторженно встречено критиками, в основном из-за операторской работы и его новизны. Также критики особенно отметили его символический сюжет и способность шокировать публику. Видеоклип также получил премию «Грэмми» в номинации «Лучшее короткое музыкальное видео»
Песня «Bad Romance» стала первой женской песней, которая получила бриллиантовую сертификацию в США, а после первой женской песней, которая получила 11 платин в этой же стране.

## О песне

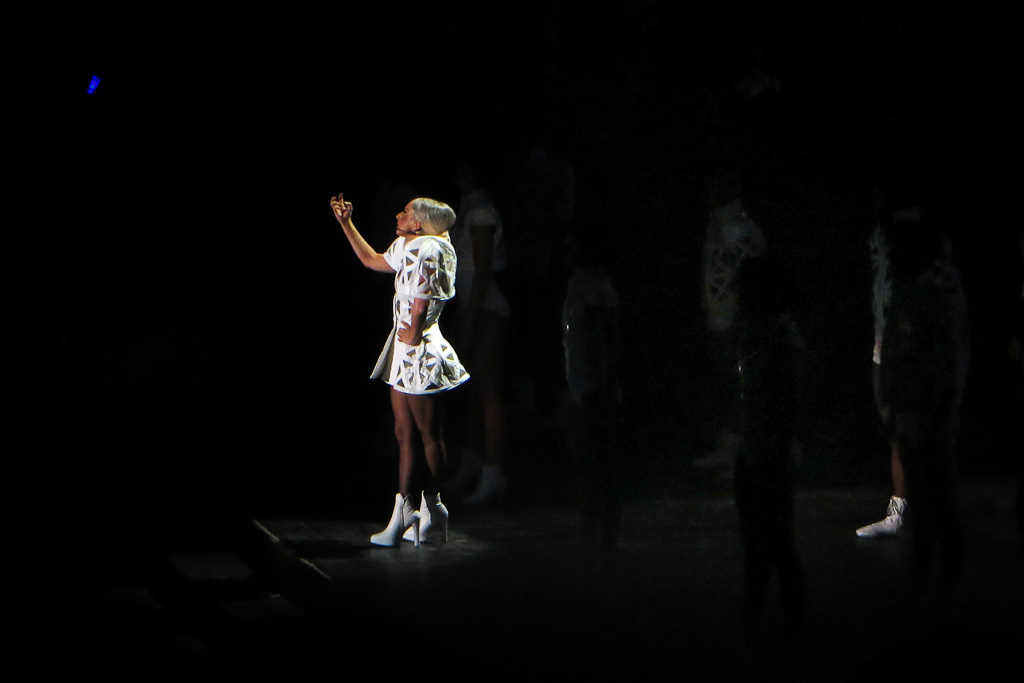
Леди Гага на «The Born This Way Ball» исполняет «Bad Romance» в Гонконге

«Bad Romance» был выпущен как первый сингл из второго альбома певицы «The Fame Monster». До официального релиза демоверсия песни «утекла» в интернет, после чего Леди Гага оставила комментарий на Твиттере: «утечка следующего сингла заставляет мои уши кровоточить. Ждите пока не услышите настоящую версию». Небольшая часть песни была исполнена во время американской телевизионной программы «Saturday Night Live» 3 октября 2009 года, совместно с другими песнями певицы: «Poker Face» и «LoveGame». «Bad Romance» был официально представлен в финале модного показа Весна/Лето 2010 дизайнера Alexander McQueen 6 октября 2009 года на «Парижской Неделе Мод». Обложка сингла была представлена 15 октября 2009 года. Билл Лэмб из «About.com» положительно отозвался об обложке, сказав, что: «Гага продолжает поддерживать её линию создания сильных изображений, сопровождающих её музыку и выступления». Гага говорила, что «Bad Romance» была одной из тех песен, которые она написала в 2008 году, гастролируя по миру. Все эти песни были написаны о различных «монстрах» (параноидальных идеях), с которыми она столкнулась в тот период времени. Одним из таких «монстров» был «монстр любви», который послужил вдохновением для написания «Bad Romance». Позже, в интервью индийскому журналу «Grazia», Гага объяснила, откуда к ней пришло вдохновение для написания песни. Она сказала, что:

«Я написала „Bad Romance“ когда я была в Норвегии, в моём гастрольном автобусе. Я была в России, позже в Германии и провела много времени в Восточной Европе. Там такая потрясающая немецкая хаус-техно музыка, что мне захотелось сделать экспериментальную запись в стиле поп. Мне как бы хотелось оставить минималистский бит 80-х, а мелодию взять из 90-х, в чём, собственно, и было моё вдохновение. Ну, конечно было ещё привлечено немного виски при написании песни. А вообще, песня о том, что значит быть влюблённым в своего лучшего друга».

## Музыка и лирика
По утверждениям MTV, в темпе песня похожа на ранний сингл Гаги «Poker Face». Песня начинается с того, что Гага поёт часть припева, который после переходит в хук, со словами «Rah-rah-ah-ah-ah/Roma-roma-mah/Gaga-ooh-là-là». Звучание сопровождается битом ударных и аранжировано клавишными. В бридже Гага проговаривает «You know that I want you/ And you know that I need you», после чего идёт припев, в котором Гага поёт: «You and me could write a bad romance […] Caught in a bad romance».

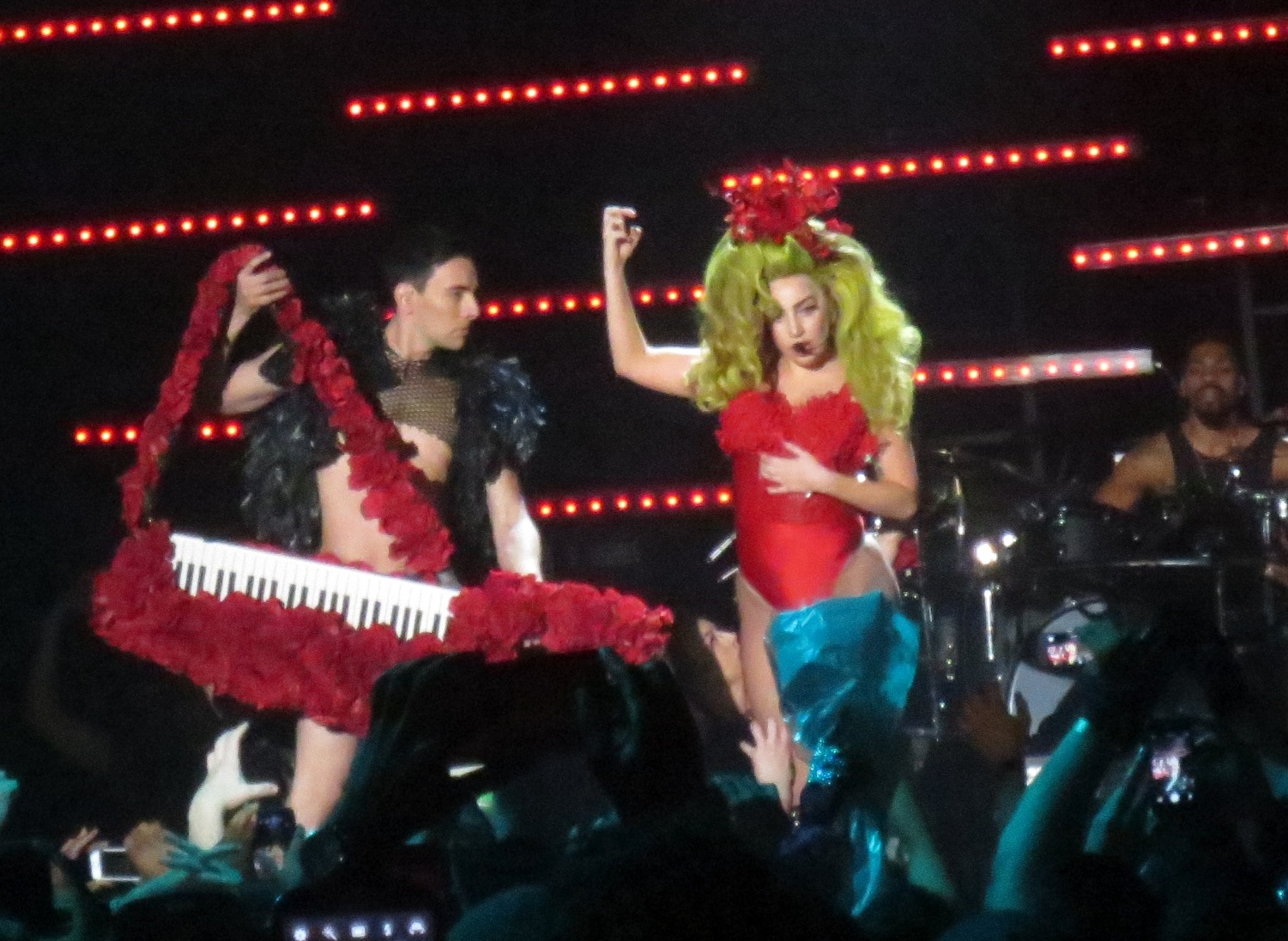
Леди Гага исполняет песню на «Lady Gaga Live at Roseland Ballroom» в апреле 2014 г.

По мнению «About.com», музыка песни лучше всего подходит для модных показов и подиума. «Slant Magazine» сказал, что музыка в песне состоит из стиля новой волны и некоторого числа «бесконечных» хуков. «The Independent» указал на то, что на припев оказала влияние музыка группы «Boney M», в то время, как «The Guardian» написали, что это напоминает музыку из пятого альбома группы «Depeche Mode» «Black Celebration», 1986 года выпуска. Песня записана в среднем темпе в 116 ударов в минуту. Также известно, что песня написана в тональности Ля-минор, с такими последовательностями аккордов: Am-C-F-C-G (для куплетов) и F-G-Am-C-F-G-E-Am (для припева).
Лирика, в целом, говорит о радостях «плохого романа», но эта идея меняется в бридже и переходит на тему моды. Во время интервью 2 ноября 2009 года на шоу «It's On with Alexa Chung» Гага отметила, что она перечисляла фильмы Альфреда Хичкока в стихах песни: «Я хочу твой психоз, твой головокружительный сленг, хочу тебя в моём окне во двор, детка, ты сумасшедший». Она утверждала: «Что я действительно хотела сказать, так это то, что я хочу самую глубокую, темнейшую и сумасшедшую часть тебя, которую ты боишься разделить с кем бы то ни было, потому что я настолько сильно люблю тебя».

## Критика

Lady GaGа исполняет песню на The Today Show

Билл Лэмб из «About.com» сказал, что: «Пение Леди Гаги проявляется здесь в самых лучших его качествах, в то время как она переходит от опасности до лёгкой сладости [в голосе] и обратно. […] И если у вас ещё оставались какие-то сомнения, что Гага останется артистом одного альбома, то наполняющие комнату биты и мелодии „Bad Romance“ помогут окончательно развеять их». Он также отметил, что песня является одной из лучших в альбоме. Гилл Кофмэнн из MTV указал на то, что: «минималистский бит [песни] держит в нетерпении от ожидания продолжения, […] увеличивая восторг в по Erasure-овски пульсирующем припеве, но всё-таки испытывая недостаток того напряжения, которое вызывали лучшие хиты Гаги». Даниель Крэпс из «Rolling Stone», когда писал об «утечке» сингла в интернет, сказал, что: «сингл не отходит так уж далеко от проекта, по которому писались другие хиты, особенно „Poker Face“, с которым „Bad Romance“ имеет поразительное сходство».
Кристопфер Джон Фарли из «The Wall Street Journal» отметил, что: «особенно трудно сопротивляться броскости хука „Bad Romance“». Сэл Сингуэмани из «Slant Magazine» назвал песню одним из лучших моментов в альбоме и добавил, что: «если бы на мелодии можно было ставить печать времени, то можно было бы поставить клеймо 80-х на задницу этого трека». Саймон Прайс из «The Independent» утверждал, что первые слова песни «I want your ugly, I want your disease» задают готический тон всему альбому «The Fame Monster».
Китти Эмпайр из «The Guardian» сказала, что «такие синглы, как „Bad Romance“ показывают ещё более убедительно возможность этой заводной, нехаризматичной Итало-Американки Леди Гага, стать новой Мадонной».
Пол Лэстер из «BBC» назвал песню «дрянной» и почувствовал её сопоставимость с музыкой Энди Уорхола. Майкл Вуд из «Los Angeles Times» назвал песню «немного Европопсовой». Джон Долэн из «Rolling Stone» сказал, что «„Bad Romance“ делает имя Гаги Тевтонским лозунгом». Майкл Хьюбэрд из «MusicOMH» высказал мнение, что припев песни лучший для Гаги до сегодняшнего момента: «в основном из-за того, что он как бы состоит из трёх раздельных частей, каждая из которых такая же захватывающая, как и другая». Моника Эррера из «Billboard» посчитала, что «Bad Romance» не такой же захватывающий, как предыдущие синглы Гаги, однако в нём есть «злая» сексуальная привлекательность. «Pitchfork Media» поставили «Bad Romance» на 39 место в своём списке лучших 100 песен 2009 года, назвав его «эпическим по натуре». Георгий Харебава из «Muz.ru» сказал, что «„Bad Romance“ — идеальный первый сингл», и описал его как «этакий мутант, гибрид „Poker Face“ с „Paparazzi“ — безумное интро, мелодичный припев и фирменные Гагины хуки». В журнале «Rolling Stone» песня заняла 9-е место в списке «25 лучших песен 2009 года».

## Позиции в чартах

Леди Гага исполняет «Bad Romance» на «The Monster Ball Tour» в Дублине.

В России «Bad Romance» дебютировал 15 ноября 2009 года на 40 позиции в российском радиочарте. Через шесть недель сингл возглавил чарт, сместив с первой строчки очень успешный сингл «Я буду» групп «23:45» и «5ivesta family», который возглавлял чарт 10 недель. В общей сложности сингл «Bad Romance» возглавлял российский радиочарт 9 недель. В первом, официально представленном чарте 30 самых скачиваемых песен портала «Muz.ru» сингл занял 5 позицию. 3 марта 2010 года сингл занял вторую позицию в российском чарте цифровых синглов, в то время как CD-сингл в ремиксовой версии также занял вторую позицию по продажам. Сингл был сертифицирован, как золотой в России (как ринг-бэк тон), за продажи более 100 тысяч экземпляров.
«Bad Romance» дебютировал на 9 позиции 14 ноября 2009 года в чарте «Billboard Hot 100», став лучшим дебютом для Гаги в этом чарте, с продажами в 142 тысячи цифровых копий в первую неделю. Через две недели песня достигла 2 позиции, став третьим лучшим синглом Гаги в США, после синглов «Just Dance» и «Poker Face». Продвижение в чарте было вызвано увеличением количества цифровых загрузок на 49 %, что позволило синглу занять 1 место в чарте «Hot Digital Songs». Цифровые продажи сингла, на данный момент, составили более 4-х миллионов 330 тысяч экземпляров в США, по данным «Nielsen Soundscan», вследствие чего Гага стала единственной артисткой, три сингла которой были проданы тиражом более четырёх миллионов экземпляров (другие два: «Just Dance» и «Poker Face»). «Bad Romance» дебютировал в чарте поп-песен «Pop Songs chart» на 39 позиции и позже, 16 января 2010 года, возглавил чарт, став пятым синглом Гаги подряд, возглавившим этот чарт. В эту же неделю сингл возглавил чарт танцевальной музыки «Hot Dance Club Songs». По информации «Nielsen Broadcast Data Systems», «Bad Romance» установил рекорд по количеству радиоэфиров в США за одну неделю, так как был проигран в эфире радиостанций 10 тысяч 859 раз.
В канадском чарте «Canadian Hot 100» сингл дебютировал на 58 позиции. На следующей неделе сингл возглавил чарт, став третьей песней Гаги, которая возглавила этот чарт.
Песня дебютировала в австралийском чарте «ARIA Charts» на 16 позиции 2 ноября 2009 года и на 33 позиции в чарте Новой Зеландии «RIANZ».В следующую неделю сингл достиг 3 позиции в чарте Австралии.
Через семь недель после дебюта в чарте песня добралась до 2 строчки. В Новой Зеландии песня достигла 3 позиции.
29 октября 2009 года песня дебютировала в ирландском чарте «Irish Singles Chart» на 20 месте и достигла первого места через семь недель. Песня дебютировала в 20-ке лучших в чарте Великобритании «UK Singles Chart» на 14 позиции и 13 декабря 2009 года возглавила чарт, тем самым сделав Гагу первой певицей в истории этого чарта, которая имела три хита номер один в один календарный год. В Швеции песня дебютировала на 3 позиции и через две недели возглавила чарт.
Сингл дебютировал в чарте общеевропейских синглов «European Hot 100 Singles» на 40 позиции и 23 января 2010 года возглавил чарт на одну неделю.
По сообщениям Международной федерации звукозаписывающей индустрии (IFPI), сингл стал вторым по продажам в 2010 году, в мире. При этом было продано 9 миллионов 700 тысяч экземпляров сингла.

## Музыкальное видео
Во время интервью журналу «Rolling Stone» Гага объявила, что режиссёр Фрэнсис Лоуренс уже снял видео и что она была «под впечатлением» от самой себя и от конечного итога съёмок. Она сказала, что: «Я знаю, что способности Лоуренса как режиссёра намного выше того, что я могла бы сделать». Члены креативной команды Гаги «Haus of Gaga» были привлечены как арт-директоры видеоклипа. Премьера видео состоялась 10 ноября 2009 года. Позже Гага описывала свою работу с Лоуренсом, как:

«Я хотела кого-нибудь с огромным пониманием того, как сделать поп-видео, потому что моя основная сложность в работе с режиссёрами — это то, что я и есть режиссёр и я пишу сценарий и я реализую моду, я решаю о чём это всё и мне очень сложно найти такого режиссёра, который бы оставил свободу самовыражения для артиста. […] Но Фрэнсис и я работали вместе. […] Это было сотрудничество. Он настоящий режиссёр поп-видеоклипов и настоящий создатель фильмов. Он снял фильм „Я - легенда“ и я большая поклонница Уилла Смита, так что я знала, что он сделает видео в том ключе, который я укажу ему своими фантастическими, в большинстве своём, сумасшедшими идеями, […] Но, оно смогло бы и шокировать и быть понятным для публики».

### Сюжет

Гага лежит на кровати рядом со сгоревшим скелетом её клиента. Она одета в пиротехнический бюстгальтер и курит сигарету.

Сюжет клипа построен на том, что Гагу похищает группа супер-моделей, после чего спаивает её и продаёт русской мафии. По ходу клипа на дисплеях ноутбуков мафии можно увидеть стоимость «продажи» за 1 000 000 рублей, причем даже был отображен новый символ российского рубля. Также в начале клипа присутствуют бутылки водки Nemiroff. Действие разворачивается во флуоресцентной белой ванной комнате. Видео начинается с того, что Гага сидит на белом троне, одетая в золотое платье и очки, сделанные из лезвий. Её окружают различные люди и её пес (породы немецкий дог). Она держит палец на кнопке выключения музыки на iPod-е (из которого звучит синтезированная выдержка из фуги си-минор из Первой книги «Хорошо темперированный клавир» Иоганна Себастьяна Баха) и когда она отпускает кнопку, начинает звучать «Bad Romance». Солнечный свет попадает на стены ванной комнаты и активирует флуоресцентные прожектора, после чего становится видна надпись «Bath Haus of GaGa». После группа танцоров, одетых в белые трико и сапоги до колен, с причёсками, похожими на короны, начинают выбираться из яйцеобразных инкубаторов. На центральном инкубаторе есть надпись «Монстр» и из него выбирается Гага, одетая так же, как и танцоры, которые начинают танцевать позади неё. Когда начинает звучать припев, две женщины вытаскивают Гагу из ванны, срывают с неё одежду и заставляют выпить стакан водки Nemiroff Lex. Когда начинается второй куплет, Гага, одетая в корсет, украшенный бриллиантами, начинает обольстительно танцевать перед группой мужчин, которые оценивают её. Она выбирает одного из мужчин и исполняет танец у него на коленях. После этого мужчина поднимает свои ставки и предлагает лучшую цену за неё. Когда припев играет в третий раз, Гага уже одета в накидку до пола, с воротником из белого медведя. Она идёт к мужчине, который сидит на кровати, расстёгивая свою рубашку. Гага выражает безразличие и сбрасывает накидку и солнечные очки. Неожиданно, после этого, кровать воспламеняется вместе с лежащим на ней мужчиной. Видео заканчивается тем, что Гага лежит рядом с тлеющим скелетом на кровати покрытой пеплом. Она курит сигарету, в то время как её пиротехнический бюстгальтер выпускает искры. На сегодняшний день видео имеет более 1 млрд просмотров на YouTube.

### Обзоры видео
Тим Стэк из «Entertainment Weekly» увидел сходство хореографии видео с хореографией клипа «Триллер» Майкла Джексона. Он сказал: «Я не думаю, что Гага когда-либо выглядела лучше, чем крупным планом, когда она больше обнажена ниже пояса […] Это потрясающее видео». Дженнифер Кэди из «E!» также была под впечатлением от видео и сказала, что: «это видео действительно заставляет нас ценить всё то, что Гага привносит в поп-музыку. Она завораживает сама по себе и ничего более. […] Нам необходим кто-нибудь, как Гага, чтобы создавать подобное. Ведь она наполняет свой продукт реальными мыслями и заботой и поэтому он настолько „живой“». Дэниэл Крэпт из «Rolling Stone» почувствовал схожесть видео с работами Stanley Kubrick. Он также добавил, что «„Bad Romance“, по сути, сделан для поклонников Гаги и выполнен в, возможно, самой сумасшедшей и самой яркой канве, до сих пор […] и несомненно Гага одета в самые возмутительные наряды, которые она когда-либо носила (и уже это говорит о многом)». Джоселин Вена из MTV посчитал видео символическим и показывающим, что «прежняя Гага исчезла, теперь вы видим совершенно другую Гагу, которая, кажется, восхищается разрушением ограничений и изучающую все виды сексуальных наклонностей». Он также отметил, что: «это видео — посвящение всему лучшему, что есть у Гаги, как у артиста и что она использует его как новый толчок для её будущего шага в карьере. Сегодня, кажется, всё меньше звёзд вкладывают подобные мысли в их видение, и в их произведения». «The Wall Street Journal» отметили, что Гага «кажется единственным артистом в современности, кто действительно понимает спектакль, моду, шокирование и хореографию — всё то, в чём Мадонна и Майкл Джексон были мастерами в 80-х». Билл Лэмб из «About.com» написал: «как и песня, видео взрывает ваши чувства, до того как вы окончательно не утоните в аудио- и визуальной силе этого. Гага продолжает ломать границы и показывает нам что-то совершенно новое. Кажется, в музыкальной индустрии слишком часто пытаются воссоздать то, что уже было успешно в прошлом, при этом не внося ничего нового, а Леди Гага остаётся достаточно интересной для наблюдения».

## Живое исполнение

Гага, в окружении своих танцоров, исполняет песню «Bad Romance» на The Monster Ball Tour, стоя внутри гироскопа

Часть песни была исполнена в ходе телевизионного шоу «Saturday Night Live», 3 октября 2009 года. Гага была одета в сложный костюм, названный «Орбита», разработанный Назиром Мазхар и креативной командой певицы, «Haus of Gaga». Описанный Гагой, как «установка моды», костюм состоит из концентрических металлических колец, которые вращаются вокруг неё. После исполнения «LoveGame» Гага села за пианино (с некоторыми трудностями, вызванными конструкцией костюма) и исполнила акустическую версию припева «Bad Romance». Также Гага исполнила песню на телевизионном шоу «Сплетница», во время эпизода «The Last Days of Disco Stick», показанного 16 ноября 2009 года Исполнение происходит на приватном шоу, устроенном героем Блэр Уолдорф, которая пыталась самоутвердиться, будучи новичком в Нью-Йоркском университете. В интервью MTV Гага говорила, что идея исполнить песню на шоу была подана её сестрой. Она объясняла, что не хотела, чтобы выступление было оторвано от основной сюжетной линии шоу, поэтому она работала совместно со сценаристами шоу, чтобы органично вписать выступление в общий сюжет. Выступление включало много лестниц в декорациях, как символ неудачи. Гага была одета в очень длинное, 35-футовое платье. По утверждениям исполнительного продюсера шоу, Стефани Саваж, в песню было включено немного специфичной лирики «Сплетницы». Сюжет включает сцену, где Валдорф пытается произвести впечатление на её дружков в Нью-Йоркской школе «Tisch School of the Arts», где училась сама Гага. Её отчим, который знал Гагу, когда она училась в университете, пригласил её выступить на шоу. Выступление началось с её появления из двух гигантских дверей, одетой в огромное красное платье. После она поднялась вверх по лестнице, где спела часть песни.
Гага исполнила песню на церемонии вручения наград «American Music Awards 2009». Песня была исполнена в паре с другой композицией из альбома «The Fame Monster», «Speechless». Гага была одета в костюм телесного цвета, украшенный белыми проводами, издающими пульсирующее сияние и имитирующими человеческую грудную клетку. Выступление началось с исполнения «Bad Romance». После оно перешло в исполнение «Speechless», перед которым Гага использовала подставку для своего микрофона, чтобы разбить стеклянный куб, в котором находилось фортепиано. После чего она забралась на фортепиано сверху и стала исполнять композицию, в то время как оно загорелось. В течение всей песни Гага разбивала бутылки ликёра о фортепиано.

Lady Gaga исполняет песню «Bad Romance» на «Good Morning America» в 2011 году

Также сингл «Bad Romance» являлся завершением каждого шоу «The Monster Ball Tour». Тур, начавшийся 27 ноября 2009 года, продолжился до 6 мая 2011 года. Во время исполнения финальной композиции Гага, одетая в сложный костюм непонятной формы и с головным убором-очками, находилась внутри гироскопа и пела первые слова из «Bad Romance». Затем начиналась сама песня. Во время исполнения активно использовалась хореография из самого клипа. Заканчивалось все тем, что Гага в окружении своих танцоров проходила в глубь сцены и говорила последнюю фразу «Want your bad romance».
На концерте 18 февраля в Манчестере, была использована совершенно новая концепция шоу: новая сцена, новые декорации, новые костюмы и многое другое. С 18 по 26 февраля костюмы для исполнения «Bad Romance» менялись в каждом городе. А вот уже на концертах в Лондоне, «Bad Romance» был исполнен певицей в том самом металлическом костюме от Армани, в котором она исполняла сингл в турне до самого последнего концерта.

## Список композиций
| - Цифровой сингл 1. «Bad Romance» — 4:54 - Цифровой сингл EP 1. «Bad Romance» — 4:54 2. «Bad Romance» (Hercules & Love Affair Remix) — 5:11 3. «Bad Romance» (Chew Fu Remix) — 7:13 4. «Bad Romance» (Starsmith Remix) — 4:55 5. «Bad Romance» (Music Video) — 5:14 - Промо CD-сингл 1. «Bad Romance» (Short Radio Edit) — 4:00 2. «Bad Romance» (Radio Edit) — 4:22 3. «Bad Romance» (Main) — 4:54 - Европейский CD-сингл 1. «Bad Romance» (Radio Edit) — 4:24 2. «Bad Romance» (Main) — 4:54 - Немецкая Ремикс Версия 1. «Bad Romance» (Radio Edit) — 4:21 2. «Bad Romance» (Chew Fu Remix) — 7:13 3. «Bad Romance» (Starsmith Remix) — 4:55 4. «Bad Romance» (Grum Remix) — 4:50 5. «Bad Romance» (Bimbo Jones Radio Remix) — 3:58 6. «Bad Romance» (Hercules & Love Affair Remix) — 5:11 7. «Bad Romance» (Hercules & Love Affair Dub Remix) — 5:11 8. «Bad Romance» (Music Video) — 5:14 - Французский CD-сингл 1. «Bad Romance» (Radio Edit) — 4:21 2. «Bad Romance» (Bimbo Jones Radio Remix) — 3:58 3. «Bad Romance» (Chew Fu Remix) — 7:13 | - Английский CD-сингл 1. «Bad Romance» (Radio Edit) — 4:22 2. «Just Dance» (Deewaan Mix ft. Ashking, WeDis, Lush, Young Thoro) — 4:16 - UK 7" picture disc 1. «Bad Romance» (Radio Edit) — 4:21 2. «Paparazzi» (DJ Dan Club Remix) — 6:37 - US Digital Remix EP 1. «Bad Romance» (Chew Fu H1N1 Fix) — 7:13 2. «Bad Romance» (Kaskade Remix) — 4:20 3. «Bad Romance» (Bimbo Jones Radio Remix) — 3:58 4. «Bad Romance» (Skrillex Remix) — 4:23 - US Digital The Remixes EP Part 2 1. «Bad Romance» (Grum Remix) — 4:50 2. «Bad Romance» (Richard Vission Remix) — 5:22 3. «Bad Romance» (Hercules & Love Affair Remix) — 5:12 4. «Bad Romance» (Hercules & Love Affair Dub Remix) — 5:12 5. «Bad Romance» (DJ Dan Remix) — 3:44 - US 'The Remixes' CD Single 1. «Bad Romance» (Chew Fu H1N1 Fix) — 7:13 2. «Bad Romance» (Kaskade Remix) — 4:20 3. «Bad Romance» (Bimbo Jones Remix) — 3:58 4. «Bad Romance» (Skrillex Remix) — 4:23 5. «Bad Romance» (Grum Remix) — 4:51 6. «Bad Romance» (Richard Vission Remix) — 5:23 7. «Bad Romance» (Hercules & Love Affair Remix) — 5:12 |

## Творческая группа
- Lady Gaga — автор, сопродюсер, вокальные аранжировки, бэк-вокал
- RedOne — продюсер, автор, инструменты и программирование, вокальные аранжировки, вокальное редактирование, звукозапись, звукоинженер
- Johny Severin — вокальное редактирование
- Dave Russell — звукоинженер
- Eelco Bakker — звукоинженер
- Mark «Spike» Stent — сведение

Источник:

## Чарты и сертификации
| Страна (2009/2010)               | Высшая позиция |
| -------------------------------- | -------------- |
| Australian Singles Chart         | 2              |
| Austrian Singles Chart           | 1              |
| Belgian Singles Chart (Фландрия) | 2              |
| Belgian Singles Chart (Валлония) | 4              |
| Brazil Billboard Hot 100 Airplay | 6              |
| Bulgarian Airplay Chart          | 1              |
| Canadian Hot 100                 | 1              |
| Czech Airplay Chart              | 1              |
| Danish Singles Chart             | 1              |
| Dutch Top 40                     | 7              |
| European Hot 100 Singles         | 1              |
| Finnish Singles Chart            | 1              |
| French Singles Chart             | 1              |
| German Singles Chart             | 1              |
| Hungarian Airplay Chart          | 1              |
| Irish Singles Chart              | 1              |
| Italian Singles Chart            | 1              |
| Japan Hot 100                    | 9              |
| New Zealand Singles Chart        | 2              |
| Norwegian Singles Chart          | 1              |
| Romanian Top 100                 | 1              |
| Russian Airplay Chart            | 1              |
| Slovak Airplay Chart             | 1              |
| Spanish Singles Chart            | 1              |
| Swedish Singles Chart            | 1              |
| Swiss Singles Chart              | 2              |
| UK Singles Chart                 | 1              |
| US Billboard Hot 100             | 2              |
| US Adult Contemporary            | 20             |
| US Hot Latin Songs               | 15             |
| US Hot Dance Club Songs          | 1              |
| US Mainstream Top 40             | 1              |

| Чарт (2009)          | Позиция |
| -------------------- | ------- |
| Россия (Love Radio)  | 51      |
| Россия (Европа Плюс) | 1       |

| Чарт (2010)         | Позиция |
| ------------------- | ------- |
| Россия (Love Radio) | 1       |

| Страна         | Статус                 |
| -------------- | ---------------------- |
| Австралия      | 4× Платиновый          |
| Бельгия        | Золотой                |
| Великобритания | Золотой                |
| Германия       | Платиновый             |
| Дания          | Платиновый             |
| Испания        | 2× Платиновый          |
| Италия         | Мультиплатиновый       |
| Канада         | 7× Платиновый          |
| Новая Зеландия | 2× Платиновый          |
| Россия         | Золотой (ринг-бэк тон) |
| США            | Бриллиантовый          |
| Франция        | Платиновый             |
| Швейцария      | Платиновый             |
| Швеция         | Платиновый             |
| Япония         | Золотой (cell)         |
| Япония         | Золотой (PC)           |

## Хронология релиза
| Регион         | Дата            | Формат                                    |
| -------------- | --------------- | ----------------------------------------- |
| Великобритания | 26 октября 2009 | Цифровая дистрибуция                      |
| США            | 26 октября 2009 | Цифровая дистрибуция                      |
| Россия         | 12 ноября 2009  | Радиоротация                              |
| Великобритания | 23 ноября 2009  | CD-сингл                                  |
| Австралия      | 27 ноября 2009  | CD-сингл                                  |
| США            | 22 декабря 2009 | The Remixes — Цифровая дистрибуция        |
| США            | 12 января 2010  | The Remixes — CD-сингл                    |
| Франция        | 18 января 2010  | CD-сингл                                  |
| США            | 9 февраля 2010  | The Remixes Part 2 — Цифровая дистрибуция |

## Кавер-версии
- С 2010 года кавер-версию песни в метал-обработке исполняет на концертах своей группы ReVamp голландская певица Флор Янсен.
- Также отрывок песни пародирует на своих концертах группа Blackmore's Night.
- Американская поп-группа «History Teachers» исполняет кавер-версию на тему Великой французской революции.
- Пост-хардкор-группа «Artist vs. Poet» так же выпустила кавер на эту песню, который вошёл в сборник Punk Goes Pop 3.
- Группа 30 Seconds to Mars записала кавер-версию песни и исполняет её на своих концертах.